# 수전 린치
수전 린치(영어: Susan Lynch, 1971년 6월 5일 ~ )는 북아일랜드의 배우이다.

## 출연 작품
- 히어 아 더 영 맨 (2020)
- 레디 플레이어 원 (2018)
- 배드 데이 포 더 컷 (2017)
- 로즈 (2017)
- 어웨이 (2015)
- 히어 앤 나우 (2014)
- 공동범죄: 간접살인자 (2014)
- 위대한 유산 (2012)
- 하이더웨이스 (2011)
- 앤 리스터의 비밀일기 (2010)
- 레이스 (2009)
- 홀리 워터 (2009)
- 시티 래츠 (2009)
- 디 언러브드 (2009)
- 스카우팅 북 포 보이스 (2009)
- 헨리 풀 이즈 히어 (2008)
- 모세의 십계 (2006)
- 썸원 엘스 (2006)
- 듀안 홉우드 (2005)
- 믹키보 앤 미 (2004)
- 사랑을 견뎌내기 (2004)
- 카사 데 로스 바비스 (2003)
- 레드 로즈 앤 페트롤 (2003)
- 알콜과 함께 한 16년 (2003)
- 프롬 헬 (2001)
- 뷰티풀 크리처 (2000)
- 노라 (2000)
- 웨이킹 네드 (1998)
- 아이반호 (1997)
- 다운타임 (1997)
- 론 이니쉬의 비밀 (1994)
- 뱀파이어와의 인터뷰 (1994)
- 노던 라이츠 (1978)